# (672) Astarte
(672) Astarte – planetoida z grupy pasa głównego asteroid okrążająca Słońce w ciągu 4 lat i 33 dni w średniej odległości 2,56 j.a. Została odkryta 21 września 1908 roku w Landessternwarte Heidelberg-Königstuhl, w Heidelbergu przez Augusta Kopffa. Nazwa planetoidy pochodzi od Astarte, fenickiej bogini miłości i płodności. Przed jej nadaniem planetoida nosiła oznaczenie tymczasowe (672) 1908 DY.